# Francesc Betriu i Cabeceran
|  | Aquest article tracta sobre el director de cinema català. Si cerqueu l'empresari català, vegeu «Francesc Betriu i Tàpies». |

Francesc Betriu i Cabeceran (Organyà, Alt Urgell, 18 de gener de 1940 — 7 d'octubre de 2020) fou un director de cinema i guionista català.

## Biografia

### Formació
Betriu va començar la carrera de Farmàcia, la qual va abandonar de seguida. Entre 1958 i 1961 va estudiar Ciències Econòmiques a la Universitat de Barcelona. En acabar, es va traslladar a Madrid on va cursar Ciències Polítiques a la Universitat de Madrid (1961-1964), compaginant-ho amb la diplomatura en Sociologia pel CSIC (1963-1964) i els estudis especialitzats en Direcció de l'Escola Oficial de Cinematografia de Madrid (1963-1965), d'on va acabar expulsat per la falta d'assistència.

### Etapa laboral
Betriu va començar la seva carrera professional com a crític cinematogràfic, col·laborant en diverses publicacions. Va ser corresponsal a Madrid per a la revista Fotogramas de 1963 a 1967 i, paral·lelament, va dirigir la Revista de Sociología del 1964 al 1965 i al mateix temps va formar part del Grup de Teatre Independent Los Goliardos. Més tard, va desenvolupar tasques de director escènic per a la Companyia Teatral Mesti, que va formar durant el seu servei militar a Sidi Ifni entre 1967 i 1968.
La seva tasca com a guionista i director de cinema es va consolidar a la dècada dels setanta. Betriu va guionitzar i dirigir diversos curtmetratges, documentals, llargmetratges i algunes sèries de televisió. Entre 1969 i 1972 va ser director-gerent de la productora In-Scram S.A., amb la qual va produir quatre curtmetratges en solitari i diversos més amb X Films. Amb aquesta productora i en col·laboració amb Cine Corto de Borau i Luis Mamerto López-Tapia van formar la distribuïdora Zootropo. També va treballar com a promotor televisiu i va col·laborar en diversos projectes de Lola Films. Va viure entre Sant Pol de Mar i València.

### Reconeixements
Francesc Betriu va ser reconegut al llarg de la seva carrera per la seva aportació al cinema. El Cercle d'Escriptors Cinematogràfics li va concedir la medalla al curtmetratge de 1970 per Bolero de amor i el premi revelació de 1972 per Corazón solitario.
Va rebre el Premi Sant Jordi de Cinematografia en dues ocasions: la primera el 1974 per la pel·lícula Corazón solitario de 1973 i la segona el 2014 en reconeixement de la seva trajectòria professional.
L'any 1988 va rebre el Premi Nacional de Cultura de la Generalitat de Catalunya en la categoria de cinema per la pel·lícula Sinatra. Betriu no va anar a la cerimònia d'entrega i el premi el va recollir Alfredo Landa.
L'any 1999 el Festival de Cinema de Peníscola va homenatjar el cineasta lleidatà exhibint la seva filmografia.
El 2017 rebia el Premi Jordi Dauder a la Creativitat en el Cinema Català que atorga la Mostra de Cinema Llatinoamericà de Catalunya.
El 19 de gener del 2020, l'endemà del seu 80è aniversari, va rebre el Gaudí d'Honor 2020 per la seva "consistent i dilatada carrera”, així com pel seu “ferm compromís social i per la diversitat de la producció”. Aquest premi va arribar a la Universitat de Lleida el 29 de gener del mateix any, i forma part del fons documental del qual havia fet donació, quatre mesos abans, per a la seva catalogació i estudi.

## Filmografia
| Any     | Títol                                 | Com      | Com       | Notes |
| Any     | Títol                                 | Director | Guionista | Notes |
| ------- | ------------------------------------- | -------- | --------- | --- |
| 1965    | Historias de la fiesta                |          | Sí        | Dirigeix Mariano Ozores |
| 1965    | Los Beatles en Madrid                 | Sí       |           | documental; censurat i no muntat |
| 1966    | Tierra de milagros                    | Sí       |           | documental; inacabat |
| 1967    | Tinto con amor                        |          | Sí        | Dirigeix Francisco Montolio |
| 1967    | Dichoso mundo                         |          | Sí        | sèrie |
| 1969    | Gente de mesón                        | Sí       |           | curtmetratge |
| 1970    | Bolero de amor                        | Sí       | Sí        | curtmetratge |
| 1971    | Los aceituneros/Del olivar a la mesa  | Sí       |           | documental |
| 1973    | Corazón solitario                     | Sí       | Sí        | pel·lícula |
| 1975    | Furia española                        | Sí       | Sí        | pel·lícula |
| 1976    | La viuda andaluza                     | Sí       | Sí        | Transposició de La lozana andaluza de Francisco Delicado                                                                                      |
| 1977    | Retorn del president Tarradellas      |          | Sí        | documental |
| 1977    | Ensenyament                           |          | Sí        | curtmetratge |
| 1977    | Coses que tornen                      |          | Sí        | curtmetratge |
| 1977    | Autopista B30                         |          | Sí        | curtmetratge |
| 1978    | La tercera edat                       |          | Sí        | curtmetratge |
| 1978    | L'estatut                             |          | Sí        | curtmetratge |
| 1978    | L'especulació del sol                 |          | Sí        | curtmetratge |
| 1978    | Atur                                  |          | Sí        | curtmetratge |
| 1978    | Platges i piscines                    | Sí       |           | curtmetratge |
| 1979    | Los fieles sirvientes                 | Sí       | Sí        | pel·lícula |
| 1981-82 | La plaça del Diamant                  | Sí       | Sí        | Basada en la novel·la homònima de Mercè Rodoreda                                                                                              |
| 1982    | Barcelona i el mar                    |          | Sí        | curtmetratge documental |
| 1982    | Especulació del sól                   |          | Sí        | curtmetratge documental |
| 1985    | Rèquiem per un camperol               | Sí       |           | Basada en la novel·la Réquiem por un campesino español de Ramón J. Sender                                                                     |
| 1985    | ¿Què és el Parlament de Catalunya?    | Sí       |           | documental |
| 1987    | Vida privada                          | Sí       |           | sèrie; episodis: 1.1., 1.2., 1.3. i 1.4. |
| 1988    | Sinatra                               | Sí       | Sí        | Basada en la novel·la homònima de Raúl Núñez Premi Nacional de Cinematografia de la Generalitat de Catalunya al millor llargmetratge del 1988 |
| 1988    | Eurocops                              | Sí       |           | sèrie; episodi: Cuellos Blancos |
| 1993    | Un día Volveré                        | Sí       | Sí        | sèrie; episodis: 1.1., 1.2., 1.3., 1.4., 1.5. i 1.6.                                                                                          |
| 1996    | La duquesa roja                       | Sí       |           | pel·lícula |
| 1997    | Una pareja perfecta                   | Sí       |           | Adaptació de la novel·la de Miguel Delibes Diario de un jubilado                                                                              |
| 1999    | Petra Delicado (sèrie)                |          | Sí        | sèrie; diversos episodis |
| 2000    | El paraíso ya no es lo que era        | Sí       | Sí        | Basada en el conte homònim de Carmen Rico Godoy                                                                                               |
| 2003    | Amor de madre (La madre de mi marido) | Sí       |           | telefilm |
| 2009    | Mònica del Raval                      | Sí       | Sí        | documental |
| 2013    | El día que murió Gracia Imperio       | Sí       | Sí        | documental |